# Иван Теофилов
Иван Николов Теофилов (псевдоним: Иван Свежин) е български поет, преводач, драматург и режисьор.

## Биография
Иван Теофилов е роден на 24 март 1931 г. в Пловдив. Завършва гимназия в родния си град през 1949 г. и ВИТИЗ през 1955 г. През 1955 – 61 г. е драматург и режисьор в театрите в Русе, Силистра, Бургас, Сливен, както и в Централния куклен театър в София. През 1959 г. специализира в Чехословакия. От 1962 до 1978 г. е драматург в Централния куклен театър. През 1978 – 91 г. е редактор на библиотека „Поетичен глобус“ в изд. „Народна култура“. Едновременно е и редактор (1984 – 91) в отдел „Поезия“ на сп. „Пламък“. Създател и главен редактор на литературното сп. „Сезон“. Секретар на Сдружение на български писатели (1994 – 1995) и негов председател (1998 – 2000).

## Творчество
Автор на много стихосбирки и пиеси за възрастни и деца.
Теофилов е сред най-добрите български преводачи на руска поезия. Превежда Иван Бунин, Инокентий Аненски, Игор Северянин, Дмитрий Мережковски, Йосиф Бродски, Андрей Бели, Николай Гумильов, Владимир Висоцки.

## Признание и награди
През 1979 г. взема награда на Съюза на преводачите за превода на Бунин „Избрани стихотворения“. През 1986 г. е награден със Златния знак на Съюза на преводачите за цялостно преводаческо творчество. През 1996 г. награда за превод „Салоон“ му е връчена в Пловдив от издателите Недялко Славов и Веселин Сариев.
Носител е на наградата на Министерството на културата за принос в българската култура (1997), на националната награда „П. К. Яворов“ за книгата „Геометрия на духа“ (1998) и на националната награда за поезия „Иван Николов“ на ИК „Жанет – 45“ (1998).
Почетен гражданин на Пловдив.
Два пъти е лауреат на националната награда за литература „Христо Г. Данов“ (2004, 2013). Носител на наградата „Орфеев венец“ за 2013 г.
В началото на юни 2006 година департамент Нова българистика към Нов български университет организира Национална научна конференция „Иван Теофилов в българската литература и култура“.
През 2011 г. във връзка с 80-годишнината му с подкрепата на община Пловдив в подножието на Стария град е осъществен проектът за изкуство в градска среда на художника Атанас Хранов „Седмият хълм“. В центъра на изложената на открито постоянна инсталация е положен 120-килограмов чугунен бордюр със стихове от Иван Теофилов. В центъра на града е поставена специална пейка с бронзов надпис „Тук седя поетът Иван Теофилов“.
През септември 2016 г. получава наградата „Аполон Токсофорос“ на фестивала на изкуствата „Аполония“ и Специалната литературна награда на клуб „Перото“.
През ноември 2016 г. получава Голямата награда за литература на Софийския университет.

### Стихосбирки
- Небето и всички звезди. София: Български писател, 1963, 48 с.
- Амфитеатър. Пловдив: Христо Г. Данов, 1968, 56 с. (второ изд., 2001)
- Град върху градове (1976, 2001)
- Богатството от време. Избрани стихотворения. София: Български писател, 1981, 124 с.
- Споделено битие. Стихове (1984)
- Да (1994)
- Геометрия на духа. Избрани стихотворения (1996)
- Инфинитив. Пловдив: Жанет 45, 2004, 76 с.
- Сън или надмощие (2004)
- Вярност към духа или значението на нещата. Пловдив: Жанет 45, 2008, 476 с.
- Вкусът на живота. Автоантология. София: Рива, 2016, 136 с.[15]

### За деца
- Дървеното конче от въртележката. София: Български художник, 1975, 16 с.
- Цветният човек. Пловдив: Жанет 45, 2015, 142 с.

### Мемоари
- Монолози (2001)
- Вселената на яйцето. Пловдив: Жанет 45, 2011, 160 с.
- Митология на погледа. Пловдив: Хермес, 2013, 182 с.[16]

### Съставителство
- Антология на българския символизъм. София: Литературен форум, 1995, 318 с.

### За него
- Иван Теофилов в българската литература и култура. Изследвания, статии, есета. Съставител Пламен Дойнов. Библиотека „Личности“. Книга трета. София: Кралица Маб, 2009. (ISBN 978-954-533-095-7)
- „Иван Теофилов: Био-библиография“, съст. Венета Ганева и Галя Лачева, Пловдив, 2011 ISBN 978-954-9546-55-2
- Яница Радева, Обетован кръг. Времена и пространства в поезията на Иван Теофилов. Пловдив: Хермес, 2014. (ISBN 978-954-26-1401-2)